# Ochthebius adventicius
Ochthebius adventicius es una especie de escarabajo del género Ochthebius, familia Hydraenidae. Fue descrita científicamente por Jaech en 1990.
Se distribuye por Armenia. Mide 2,1 milímetros de longitud. Se ha encontrado a elevaciones de hasta 1300 metros.